# Gilles Andriamahazo
Generał Gilles Andriamahazo (ur. 13 maja 1919 w Fort-Dauphin, zm. 13 września 1989 w Antananarywie) – madagaskarski polityk.

## Kariera wojskowa
Podczas II wojny światowej służył we francuskich wojskach lądowych. W 1949 awansowany na podporucznika. W latach 50. uczestniczył w kampanii przeciw algierskim nacjonalistom. W 1975 został generałem dywizji. W 1976 odszedł z armii.

## Kariera polityczna
W latach 1972–1974 był ministrem równości terytorialnej. Gdy 11 lutego 1975, sześć dni po objęciu stanowiska prezydenta, Richard Ratsimandrava został zamordowany, wybrano go na jego zastępcę. Wprowadzono wówczas stan wojenny, wszystkie partie polityczne zostały zdelegalizowane. Po czterech miesiącach od objęcia stanowiska prezydenta udało się przezwyciężyć kryzys polityczny w kraju i 15 czerwca 1975 nowym prezydentem został Didier Ratsiraka.

## Dalsze losy
Zmarł na zawał serca we wrześniu 1989.